# 西法蘭克王國
西法蘭克王國（法語：Francie occidentale）是西歐中世纪时期的一個君主制國家，存在時間為843年至987年。

## 建立
843年，法蘭克國王虔誠者路易的三個兒子，洛泰爾、日耳曼人路易及禿頭查理簽署《凡爾登條約》，把查理曼遺留下來的法蘭克王國一分為三。禿頭查理得到王國西部的領土，並建立君主制國家，稱西法蘭克王國。而法蘭克王國東部和中部的領土則分別由日耳曼人路易及洛泰爾繼承。西法蘭克王國的領土包括了阿基坦、布列塔尼、勃艮第、加泰羅尼亞、法蘭德斯、加斯科涅、普羅旺斯、圖盧茲及法蘭西島等。

## 發展
870年，禿頭查理及日耳曼人路易再次勘定邊界，簽署《墨爾森條約》，瓜分洛泰爾子嗣遺留下來的中法蘭克王國。在這份條約下，西法蘭克王國得以瓜分中法蘭克王國西部領土，這逐漸形成法蘭西王國版圖的雛形。
雖然原來法蘭克王國的加洛林王朝得以繼續延續，但境內的大家族卻逐漸崛起，使得王權旁落。9世紀中葉，北歐的諾曼人侵擾西歐、不列顛一帶，西法蘭克王國於是派出強者羅貝爾抗擊諾曼人，並成功阻止他們的入侵。爾後，羅貝爾的兒子巴黎伯爵厄德同樣抗擊諾曼人有功，令他領導的卡佩家族聲望日隆，而厄德也曾經被推舉為王。這使得加洛林王室和卡佩家族進行長期鬥爭，以爭奪西法蘭克的王位。

## 終結
987年，卡洛林王朝的路易五世去世，由於他膝下無嗣，使得西法蘭克王國的卡洛林王朝絕嗣。虽然路易五世的叔父下洛林公爵夏尔还在世，但其後神職人員及貴族們推舉卡佩家族的繼承人雨果·卡佩為西法蘭克國王。雨果·卡佩建立起卡佩王朝，西法蘭克王國從此由法蘭西王國所取代。